# Mainbocher

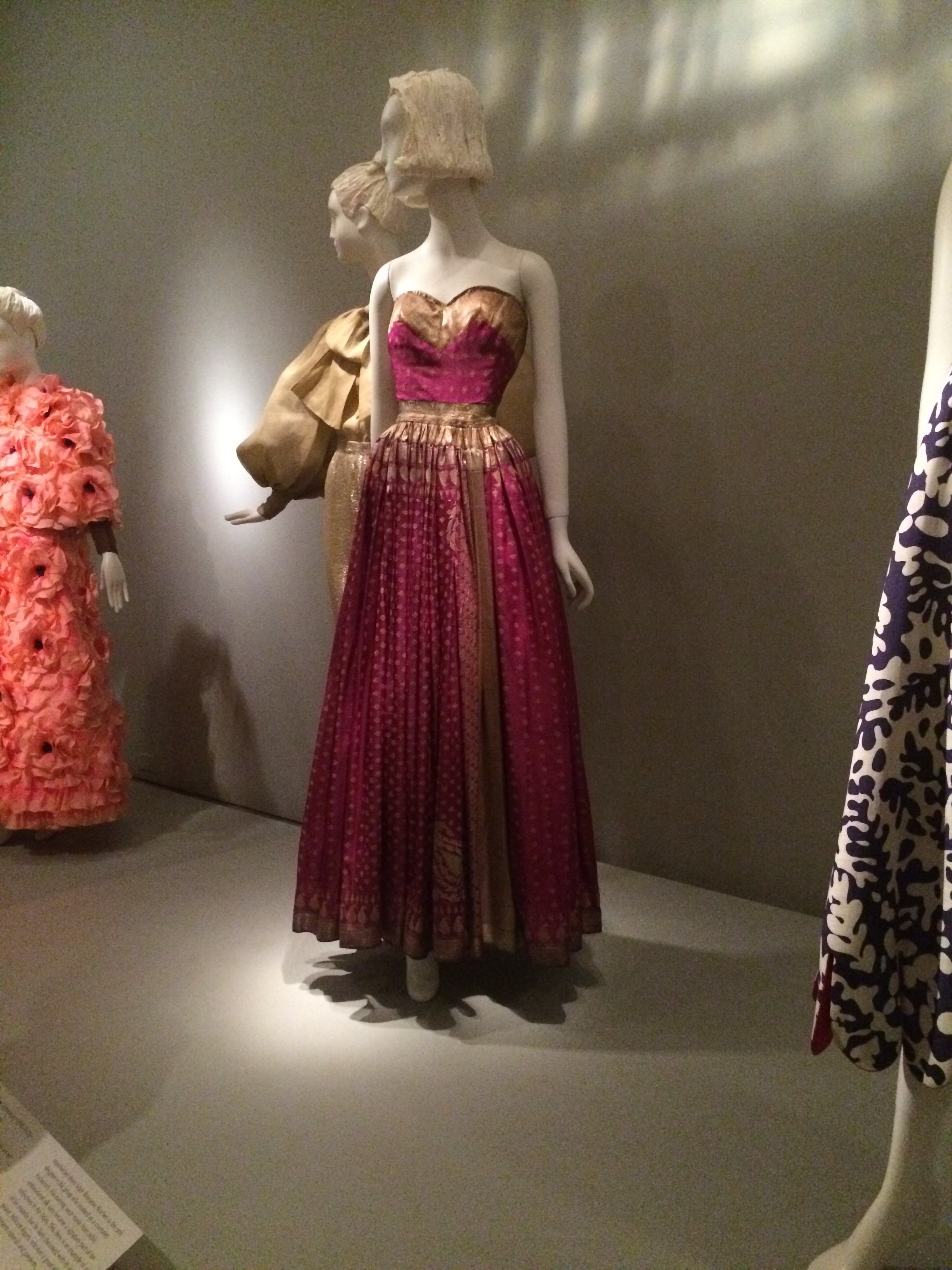
Aftonklänning av Mainbocher.

Mainbocher, egentligen Main Rousseau Bocher, född 24 oktober 1890 i Chicago, Illinois, död 27 december 1976 i München, var en amerikansk modeskapare.

## Biografi
Under första världskriget tjänstgjorde Mainbocher i Frankrike och stannade kvar där efter krigets slut. 1923 utsågs han till moderedaktör på det franska modemagasinet Vogue. 
Mainbocher, som var den förste modeskaparen med eget modehus i Paris (1930), blev känd för sina exklusiva aftonklänningar och långa vida spetsdekorerade balklänningar. Mainbocher introducerade den axelbandslösa aftonklänningen och designade 1937 brudklänningen åt Wallis Simpson, "hertiginnan av Windsor". Mainbochers kreationer utstrålade kvinnlig elegans och självförtroende. Han arbetade endast med exklusiva material som taftsiden, sidenduchesse, tyll och dyrbar spets. Mainbochers damkläder var de i särklass dyraste inom dåtidens haute couture.
1960 öppnade Mainbocher en filial i New York och lanserade även en parfym, White Garden.

## Citat
"I have never known a really chic woman whose appearance was not, in large part, an outward reflection of her inner self." (Mainbocher, 1964)